# Den enlige stjerne
Den enlige stjerne er en amerikansk stumfilm fra 1918 af Frank Powell.

## Medvirkende
- Anna Q. Nilsson som Alaire Austin
- Herbert Heyes som Dave Law
- Robert Taber som Ed Austin
- E. L. Fernandez som Longorio
- Jane Miller som Rosa